# Cajeme (Sonora)
Cajeme (Sonora) é um município do estado de Sonora, no México.